# Pietro Angelo Secchi
Pietro Angelo Secchi, SJ, (Reggio, 1818. június 29. – Róma, 1878. február 26.) olasz katolikus csillagász, jezsuita szerzetes. Az "asztrofizika atyjának" is nevezik.

## Élete
Olaszország északi részén, Reggio Emiliában született. Egyszerű családból származott, apja asztalos volt. A helyi jezsuita gimnáziumban tanult, és 1833 novemberében be is lépett a Jézus Társaságba. Tanulmányait a híres római Jezsuita Kollégiumban (Collegio Romano) folytatta. A jezsuiták már a legkorábbi időktől bekapcsolódtak a 16-17. században a legfontosabbnak tartott tudomány, a csillagászat kutatásába. Ennek a tudományos életnek egyik központja volt a kollégium, ahol olyan tanárok tanítottak mint pl. Christophorus Clavius, aki a nyugaton ma használatos Gergely-naptárt készítette el és Galileo Galilei tanainak egyik leglelkesebb támogatója volt. Nem csoda, hogy Secchi is élénken érdeklődött a különböző tudományok iránt, főként a csillagászat, matematika és fizika érdekelte.
1839-től matematikát és fizikát tanított Rómában, majd 1841-től Loretóban a fizika professzora lett, és az ottani jezsuita kollégiumban tanította a tárgyat. 1844-ben felsőfokú teológiai tanulmányokat kezdett Rómában, majd 1847. szeptember 12-én pappá szentelték. Az 1848-as forradalom idején tanáraival száműzetésbe vonult, először az angliai Stonyhurst csillagvizsgálójában, majd az Amerikai Egyesült Államokban, a washingtoni Georgetown College-ban dolgozott, és ott szerezte meg doktorátusát teológiából is. Washingtonban találkozott Matthew Fontaine Mauryval, az Egyesült Államok Haditengerészeti Obszervatóriumának vezetőjével, akivel évekig tanult és működött együtt.
1850-ben hazatért, az omladozó csillagvizsgálót újraszervezte, átvette a Collegio Romano irányítását, és a kollégium templomába telepítette az obszervatóriumot. A kollégiumot 28 évig, haláláig irányította. Secchi a Társaság tagjaként sokoldalú tudományos munkát végzett, és világszerte nagy tekintélyt szerzett. A hagyományos csillagászattól és geodéziától az akkor új tudományágnak számító csillagászati fizikáig minden területtel eredményesen foglalkozott; nem hiába nevezik őt „az asztrofizika atyjának”.
Az 1870-es évek elején, amikor az Olasz Királyság elfoglalta a pápai állam maradékát is, a Kollégiumot az új állam tulajdonává nyilvánították. Amikor a kormány emberei át akarták venni az obszervatóriumot és erővel, illetve különböző pozíciókat felajánlva el akarták távolítani, Secchi határozottan ellenállt. Számos tudományos állást és címet ajánlottak neki, de ő nem volt hajlandó a pápa ellenében a királyságra esküt tenni. A kormányzat nem mert tenni ellene semmit, így maradhatott a csillagvizsgáló igazgatója.
Nem volt még 60 éves, amikor 1878-ban meghalt.

## Tudományos munkássága

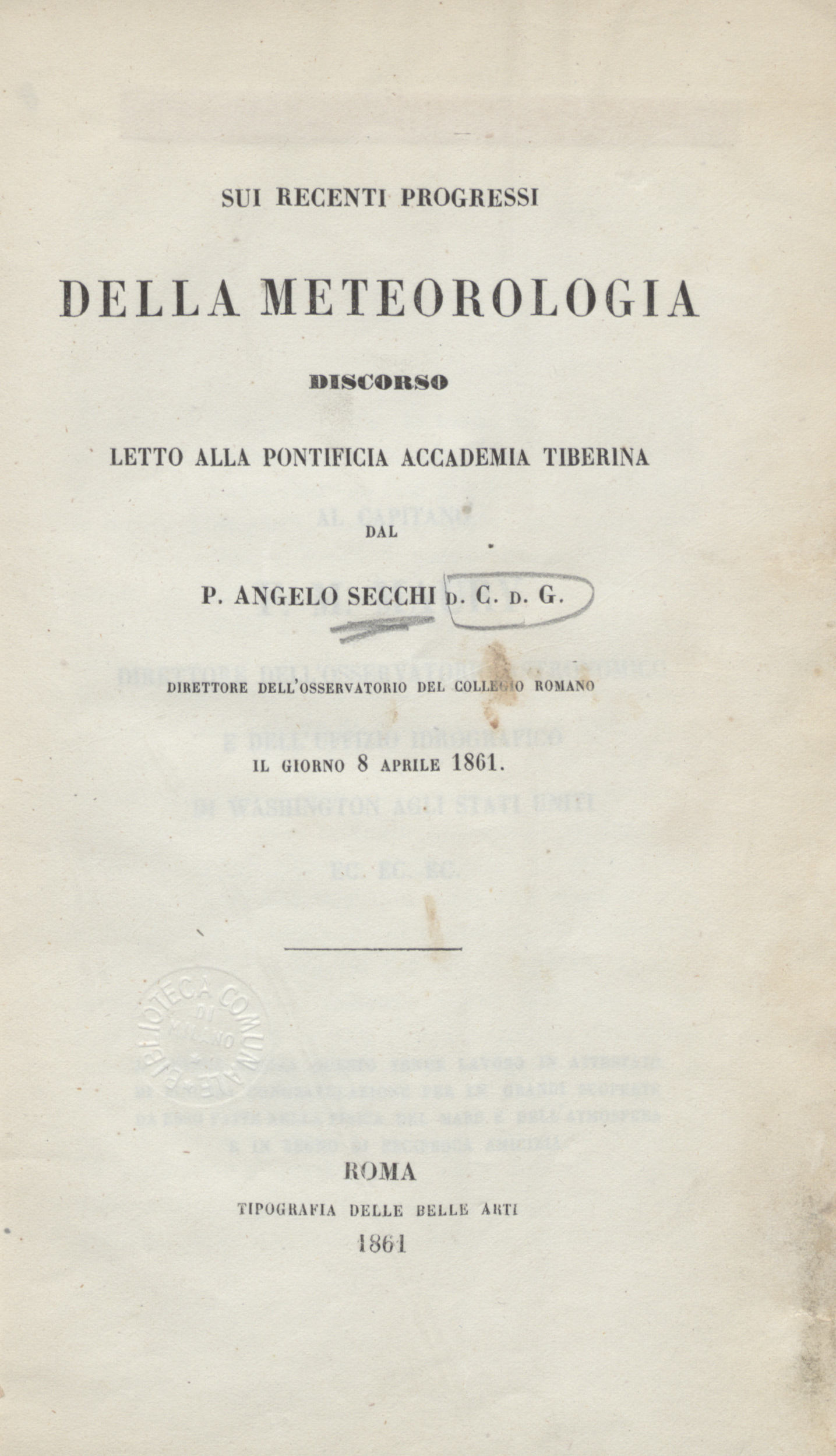
Sui recenti progressi della meteorologia (1861)

- Úttörő tevékenységet végzett a csillagászati színképelemzés terén
- 1863-tól gyűjtötte a csillagok színképeit, és elsőként osztályozta azokat színképük alapján. Rendszerében eredetileg csak három osztály volt:[1]
  - I. osztály: viszonylag kevés színképvonal (főleg hidrogénvonalak); néhány vonal a színkép sárga és zöld tartományában;
  - II. osztály: sok vonal a színkép minden tartományában; eloszlásuk a Nap színképééhez hasonló;
  - III. osztály: még több vonal, közöttük sötét sávok is feltűnnek.

Később a rendszert öt osztályosra bővítette; ezt a Harvard-osztályozás megjelenéséig általánosan használták.
- Vizsgálta a Nap hatását a Föld légkörére és elektromos jelenségeire.
- Elemezte a földkéregben folyó áramokat.
- Foglalkozott meteorológiával, új meteorológiai műszereket szerkesztett.
- Kutatta a tenger fényáteresztő képességét.
- Elkészítette a Mars egyik első térképét 1858-ban.
- A világ egységes mértékrendszerének egyik korai szorgalmazója volt.

## Emlékezete
Az ő munkássága alapján létesítette XIII. Leó pápa 1891-ben a modern Vatikáni Obszervatóriumot, amelyet később Castel Gandolfóba helyezett, és ami a II. János Pál pápa támogatásával létrehozott, Claviusról elnevezett arizonai (USA) fiók-állomással együtt a legkorszerűbb intézetek közé tartozik.
Secchi-ről nevezték el a Hold egyik kráterét és hegyvonulatát, a 4705 Secchi kisbolygót, valamint az oceanográfia általa kifejlesztett műszerét, a Secchi-korongot.